# Аустрија на Песми Евровизије
Аустрија се често појављивала на Песми Евровизије, али је једино победила на избору 1966, где ју је представљао Удо Јиргенс са песмом "Merci, Chérie".
У последњих неколико година, Аустријски представници тежили су да буду духовити, више од осталих. Тако је 2003. комичар и јавна личност Alf Poier представљао земљу са песмим "Weil der Mensch zählt", која је говорила о фарми животиња. 2005. аустријски представник је био фолк бенд Global Kryner, Латино-инспирисаних за извођење песме "Y así". Ово је био аустријски први наступ у полуфиналу, а земља није успела да се квалификује за финале.
После три године одсуства, ОРФ најавио 28. јула 2010 да ће Аустрија вратити на такмичење, 2011, које се одржало у Немачкој. Тамо се Nadine Beiler са песмом "The Secret Is Love", квалификовала у филале, где је заузела 18. место. Аустрија је потрвдила да ће бити присутна и на Песми Евровизије 2012., где ће се такмичити у једној од две полуфиналне вечери, 22. или 24. маја 2012.

## Изостанци
Аустрија је одсуствовала са неколико такмичења. Први од њих био је још 1969, који се одржавао у Мадриду. Као је Шпанијом у то врема владао Франциско Франко, Аустрија је одлучила на бојкот такмичења. Наредне године, Аустрија је била поново одсутна. То је због неочекиваног резултата који се десио 1969 и у којој су четири песме проглашене првим местом, што је уједно подстакло и неколико других земаља да одустану од наредне године. Од 1973 до 1975, Аустрија се није појавила. Разлог је био нејасан, међутим систем бодовања који је тада био употреби - гарантовао је сваком учеснику поене - тако да је то можда био фактор.
Земља је одсуствовала са такмичења и на конкурсима 1998 и 2001, јер није постигла довољно високе пласмане у претходних пет година.
Аустрија се повукла пре такмичења 2006 у Атини, најављујући да неће послати свог представника у знак протеста због лоших резултата у претходним годинама, тврдећи да музички таленат извођача више није одлучујући фактор у успеху на такмичењу. Оне се, пак вратила на такмичење 2007. у Хелсинкију, али заузела последње место у полуфиналу, одмах после Чешке Републике. Национални емитер ORF навео лош резултат 2007, као и опадање интересовања за такмичења међу аустријским гледаоцима, као разлог да се Аустрија неће вратити такмичењу 2008. ORF програмски директор Wolfgang Lorenz, такође наговестио да ће се Аустрија повући са такмичења на неодређено време, наводећи: "ORF не жели да пошаље више талента из Аустрије у конкуренцију у којој немају шансе ... Ако се ситуација промени, ми ћемо бити срећни да опет постанемо део такмичења ". Упркос повлачењу, финале такмичења 2008. је приказивано уживо на ORF.
Међутим, Edgar Böhm, директор забаве за ОРФ, изјавио је да формат полуфинала „још увек садржи мешавину земаља који ће бити политички фаворити у процесу гласања“. ОРФ је одлучио да не учествује у такмичењу 2009, али је емитовао финално вече као и 2008. ЕБУ-а. најавио. да ће они радити све што могу како би вратили Аустрију назад на такмичење 2010, заједно са бившим учесницима Монаком и Италијом. Међутим, потврђено је да Аустрија неће учествовати на такмичењу у Ослу 2010. У јулу 2010, председник ОРФ, Alexander Wrabetz изјавио је да ће се Аустрија такмичити на Евровизији 2011, које је било организовано у Диселдорфу, у Немачкој. Аустрија је остварила велику победу 2014. године са предстабницом Кончита Вурст.

## Представници
| Година    | Извођач(и)          | Песма                                 | Финале            | Поени             | Полуфинале       | Поени            |                  |
| --------- | ------------------- | ------------------------------------- | ----------------- | ----------------- | ---------------- | ---------------- | ---------------- |
| 1957      | Боб Мартин          | "Wohin, kleines Pony?"                | 10                | 3                 |                  |                  |                  |
| 1958      | Лиан Агустин        | "Die ganze Welt braucht Liebe"        | 5                 | 8                 |                  |                  |                  |
| 1959      | Фери Граф           | "Der K und K Kalypso aus Wien"        | 9                 | 4                 |                  |                  |                  |
| 1960      | Хари Винтер         | "Du hast mich so fasziniert"          | 7                 | 6                 |                  |                  |                  |
| 1961      | Џими Макулис        | "Sehnsucht"                           | 15                | 1                 |                  |                  |                  |
| 1962      | Елеонор Шварц       | "Nur in der Wiener Luft"              | 13                | 0                 |                  |                  |                  |
| 1963      | Кармела Корен       | "Vielleicht geschieht ein Wunder"     | 7                 | 16                |                  |                  |                  |
| 1964      | Удо Јиргенс         | "Warum nur, warum?"                   | 6                 | 11                |                  |                  |                  |
| 1965      | Удо Јиргенс         | "Sag ihr, ich laß sie grüßen"         | 4                 | 16                |                  |                  |                  |
| 1966      | Удо Јиргенс         | "Merci, Chérie"                       | 1                 | 31                |                  |                  |                  |
| 1967      | Петер Хортон        | "Warum es hunderttausend Sterne gibt" | 14                | 2                 |                  |                  |                  |
| 1968      | Карел Гот           | "Tausend Fenster"                     | 13                | 2                 |                  |                  |                  |
| 1969–1970 | Није учествовала    | Није учествовала                      | Није учествовала  | Није учествовала  | Није учествовала | Није учествовала | Није учествовала |
| 1971      | Маријан Мент        | "Musik"                               | 16                | 66                |                  |                  |                  |
| 1972      | Milestones          | "Falter im Wind"                      | 5                 | 100               |                  |                  |                  |
| 1973–1975 | Није учествовала    | Није учествовала                      | Није учествовала  | Није учествовала  | Није учествовала | Није учествовала | Није учествовала |
| 1976      | Ватерлу и Робинсон  | "My Little World"                     | 5                 | 80                |                  |                  |                  |
| 1977      | Schmetterlinge      | "Boom Boom Boomerang"                 | 17                | 11                |                  |                  |                  |
| 1978      | Springtime          | "Mrs. Caroline Robinson"              | 15                | 14                |                  |                  |                  |
| 1979      | Кристина Симон      | "Heute in Jerusalem"                  | 18                | 5                 |                  |                  |                  |
| 1980      | Blue Danube         | "Du bist Musik"                       | 8                 | 64                |                  |                  |                  |
| 1981      | Марти Брем          | "Wenn du da bist"                     | 17                | 20                |                  |                  |                  |
| 1982      | Mess                | "Sonntag"                             | 9                 | 57                |                  |                  |                  |
| 1983      | Westend             | "Hurricane"                           | 9                 | 53                |                  |                  |                  |
| 1984      | Анита               | "Einfach weg"                         | 19                | 5                 |                  |                  |                  |
| 1985      | Гари Лукс           | "Kinder dieser Welt"                  | 8                 | 60                |                  |                  |                  |
| 1986      | Тимна Брауер        | "Die Zeit ist einsam"                 | 18                | 12                |                  |                  |                  |
| 1987      | Гари Лукс           | "Nur noch Gefühl"                     | 20                | 8                 |                  |                  |                  |
| 1988      | Wilfried            | "Lisa Mona Lisa"                      | 21                | 0                 |                  |                  |                  |
| 1989      | Томас Форстнер      | "Nur ein Lied"                        | 5                 | 97                |                  |                  |                  |
| 1990      | Симоне              | "Keine Mauern mehr"                   | 10                | 58                |                  |                  |                  |
| 1991      | Томас Форстнер      | "Venedig im Regen"                    | 22                | 0                 |                  |                  |                  |
| 1992      | Тони Вегас          | "Zusammen geh'n"                      | 10                | 63                |                  |                  |                  |
| 1993      | Тони Вегас          | "Maria Magdalena"                     | 14                | 32                |                  |                  |                  |
| 1994      | Петра Фрај          | "Für den Frieden der Welt"            | 17                | 19                |                  |                  |                  |
| 1995      | Стела Џоунс         | "Die Welt dreht sich verkehrt"        | 13                | 67                |                  |                  |                  |
| 1996      | Георг Нусбаумер     | "Weil's dr guat got"                  | 10                | 68                | 6                | 80               |                  |
| 1997      | Бетина Соријат      | "One Step"                            | 21                | 12                |                  |                  |                  |
| 1998      | Није учествовала    | Није учествовала                      | Није учествовала  | Није учествовала  | Није учествовала | Није учествовала | Није учествовала |
| 1999      | Боби Сингер         | "Reflection"                          | 10                | 65                |                  |                  |                  |
| 2000      | The Rounder Girls   | "All to You"                          | 14                | 34                |                  |                  |                  |
| 2001      | Није учествовала    | Није учествовала                      | Није учествовала  | Није учествовала  | Није учествовала | Није учествовала | Није учествовала |
| 2002      | Мануел Ортега       | "Say a Word"                          | 18                | 26                |                  |                  |                  |
| 2003      | Алф Појер           | "Weil der Mensch zählt"               | 6                 | 101               |                  |                  |                  |
| 2004      | Tie Break           | "Du bist"                             | 21                | 9                 | Топ 12 из 2003.  | Топ 12 из 2003.  |                  |
| 2005      | Global Kryner       | "Y así"                               | Нису се пласирали | Нису се пласирали | 21               | 30               |                  |
| 2006      | Није учествовала    | Није учествовала                      | Није учествовала  | Није учествовала  | Није учествовала | Није учествовала | Није учествовала |
| 2007      | Ерик Папилаја       | "Get a Life – Get Alive"              | Нису се пласирали | Нису се пласирали | 27               | 4                |                  |
| 2008–2010 | Није учествовала    | Није учествовала                      | Није учествовала  | Није учествовала  | Није учествовала | Није учествовала | Није учествовала |
| 2011      | Надин Бајлер        | "The Secret Is Love"                  | 18                | 64                | 7                | 69               |                  |
| 2012      | TrackShittaz        | "Woki mit deim Popo"                  | Нису се пласирали | Нису се пласирали | 18               | 8                |                  |
| 2013      | Наталија Кели       | "Shine"                               | Нису се пласирали | Нису се пласирали | 14               | 28               |                  |
| 2014      | Кончита Вурст       | "Rise Like a Phoenix"                 | 1                 | 290               | 1                | 169              |                  |
| 2015      | The Makemakes       | "I Am Yours"                          | 26                | 0                 | Земља домаћин    | Земља домаћин    |                  |
| 2016      | Зои Штрауб          | "Loin d'ici"                          | 13                | 151               | 7                | 170              |                  |
| 2017      | Нејтан Трент        | "Running On Air"                      | 16                | 93                | 7                | 147              |                  |
| 2018      | Сесар Сампсон       | "Nobody But You"                      | 3                 | 342               | 4                | 231              |                  |
| 2019      | Паенда              | "Limits"                              | Нису се пласирали | Нису се пласирали | 17               | 21               |                  |
| 2020      | Винсент Буено       | "Alive"                               | Отказано          | Отказано          | Отказано         | Отказано         |                  |
| 2021      | Винсент Буено       | "Amen"                                | Нису се пласирали | Нису се пласирали | 12               | 66               |                  |
| 2022      | Лумикс и Пиа Марија | "Halo"                                | Нису се пласирали | Нису се пласирали | 15               | 42               |                  |
| 2023      | Теја и Салена       | "Who the Hell is Edgar"               | 15                | 120               | 2                | 137              |                  |
| 2024      | Калин               | "We Will Rave"                        | 24                | 24                | 9                | 46               |                  |
| 2025      | ЈЈ                  | "Wasted Love"                         | 1                 | 436               | 5                | 104              |                  |

## Организовање Песме Евровизије
| Година | Град | Место одржавања       | Водитељ(и)                                           |
| ------ | ---- | --------------------- | ---------------------------------------------------- |
| 1967   | Беч  | Хофбург               | Ерика Вал                                            |
| 2015   | Беч  | Бечка градска дворана | Мирјам Бајкселбраун, Алис Тумлер и Арабела Киесбауер |
| 2026   | Беч  | Бечка градска дворана |                                                      |

## Историја гласања
Аустрија је највише поена дала:
| Ранк | Држава               | Поени |
| ---- | -------------------- | ----- |
| 1    | Уједињено Краљевство | 167   |
| 2    | Ирска                | 146   |
| 3    | Француска            | 109   |
| 4    | Шведска              | 106   |
| 5    | Немачка              | 101   |

Аустрија је добила највише поена од:
| Ранк | Држава               | Поени |
| ---- | -------------------- | ----- |
| 1    | Уједињено Краљевство | 81    |
| 2    | Турска               | 71    |
| 3    | Белгија              | 66    |
| 4    | Грчка                | 63    |
| 5    | Ирска                | 61    |

### Од увођења полуфинала (од 2004)
Аустрија је највише поена дала:
| Ранк | Држава              | Поени |
| ---- | ------------------- | ----- |
| 1    | Босна и Херцеговина | 37    |
| 2    | Немачка             | 27    |
| 3    | Турска              | 25    |
| 4    | Србија и Црна Гора  | 24    |
| 5    | Србија              | 19    |